# Balchasch-Barsch
Der Balchasch-Barsch, ein wissenschaftlich zu Ehren des livländischen Naturforschers Alexander von Schrenk Perca schrenkii genannter Knochenfisch, hat sich an der Südostgrenze des Verbreitungsgebietes des eurasischen Barsches Perca fluviatilis in Kasachstan, infolge der relativen Isoliertheit der Gewässer seit dem Tertiär, als eigene Art entwickelt. Benannt wurde die Art nach dem Balchaschsee.

## Merkmale
Der Balchasch-Barsch bildet mehrere verschiedene Morphen aus, die sympatrisch in denselben Gewässern, aber in verschiedenen Biotopen leben. Es sind eine pelagische und eine Küstenform sowie Zwergformen bekannt. Die in der Fischereiwirtschaft genutzte pelagische Form wird etwa 50 Zentimeter lang und bis 1,5 Kilogramm schwer.
Der Balchasch-Barsch ist etwas niedriger, schlanker als der Flussbarsch, gelblich, mit ca. fünf dunklen Sattelbinden über den Rücken, die meist stark gegen den Hintergrund kontrastieren. Wie bei allen Barschen sind Vomer und Palatina noch bezahnt, das Praeoperculare ist ventral bedornt und der Kiemendeckel (Operculum) bildet hinten eine scharfe Spitze aus.
Entlang der Seitenlinie befinden sich 41 bis 54 Schuppen. Die erste Rückenflosse hat 12–13 Stachelstrahlen, die zweite 2–3 Stachelstrahlen und 12–13 Weichstrahlen, die Afterflosse 2 Stachelstrahlen und 7–9 Weichstrahlen.

## Vorkommen und Gefährdung
Diese turkestanische Art ist hauptsächlich aus dem Balchaschsee und dem Alakölsee bekannt, die recht verschiedene und schwankende Salinität aufweisen. Aufgrund der damit verbundenen Einzugsgebiete reicht sein Ausbreitungsgebiet bis nach China. Der Balchasch-Barsch wurde in den 1960er und 1970er Jahren nach Usbekistan und Kirgisistan eingeführt. Größere wirtschaftliche Bedeutung erlangt die Art nicht, zumal man in ihre Heimatgewässer oft größere Raubfische (Zander, Welse) eingesetzt hat. Zusammen mit anderen einheimischen Arten macht der Balchasch-Barsch nur 10–17 % der Fänge aus. Früher von erheblichem kommerziellen Wert gerät er heute in Bestandsgefahr.